# Die wilde Zeit
Die wilde Zeit (Originaltitel: Après mai) ist ein Filmdrama, geschrieben und gedreht von Olivier Assayas. Es zeigt die Geschichte des französischen Oberschülers Gilles und seinen Freunden nach den Mai-Unruhen in Frankreich. Der Film war in der Auswahl für den goldenen Löwen bei den Filmfestspielen von Venedig 2012 und gewann schließlich den Preis für das beste Drehbuch.

## Handlung
Die Schüler Gilles, Christine und Alain organisieren auf dem Schulhof Demos und verteilen Flugblätter. Sie verabreden sich zu einer Demonstration, die schließlich gewaltsam von Polizisten aufgelöst wird. Gilles und seine Freunde beschließen, den Schulhof zu plakatieren und auf Missstände hinzuweisen. Fast werden sie von Arbeitern einer benachbarten Baustelle erwischt.
Tags darauf holt Gilles seine Freundin Laure vom Zug ab, zeigt ihr seine Malereien. Sie erklärt ihm, dass sie zwei Tage später nach London ziehen wird und sie sich vorerst nicht sehen sollten. Gilles und seine Freunde rächen sich abends bei den Bauarbeitern, indem sie mit Molotow-Cocktails angreifen. Im Versteck ergreift Gilles die Hand von Christine und sie verlieben sich.

## Rezeption
„Assayas hat seinen Auftrag erfüllt, in revolutionären Zeiten kein Unterhaltungskino machen zu wollen und in nicht-revolutionären Zeiten erst recht nicht. Also macht er eben einen politischen Unterhaltungsfilm. Das ist cool und reißt mit, könnte aber politischer und etwas weniger nostalgisch sein.“

„Nicht fähig, den Konflikten seiner Figuren mehr als oberflächlichen, letztlich banalen Ausdruck zu geben oder gar die Visionen und Utopien der frühen Siebziger einzufangen, gleitet Assayas’ Retro-Epos auf zwei Stunden Länge dahin und wirkt dabei wie ein gefälliges Remake von Michelangelo Antonionis Hippieklassiker „Zabriskie Point“ mit den Mitteln des modernen Werbefilms, in dem es, anders als in der historischen Realität, keinerlei ästhetische Irritationen gibt. Die Zeit, um die es hier geht, mag wild gewesen sein – umso verklärter ist die Erinnerung heute.“

„Après mai ist ein ungemein berührender, packender und zugleich luftig und charmant inszenierter Film, der davon erzählt, wie Idealismus in Melancholie münden kann, wie die Träume der Jugend verblassen.“